# Susville
Susville is een gemeente in het Franse departement Isère (regio Auvergne-Rhône-Alpes). De plaats maakt deel uit van het arrondissement Grenoble. Susville telde op 1 januari 2022 1.148 inwoners. 

## Geografie
De oppervlakte van Susville bedroeg op 1 januari 2022 9,91 vierkante kilometer; de bevolkingsdichtheid was toen 115,8 inwoners per km².

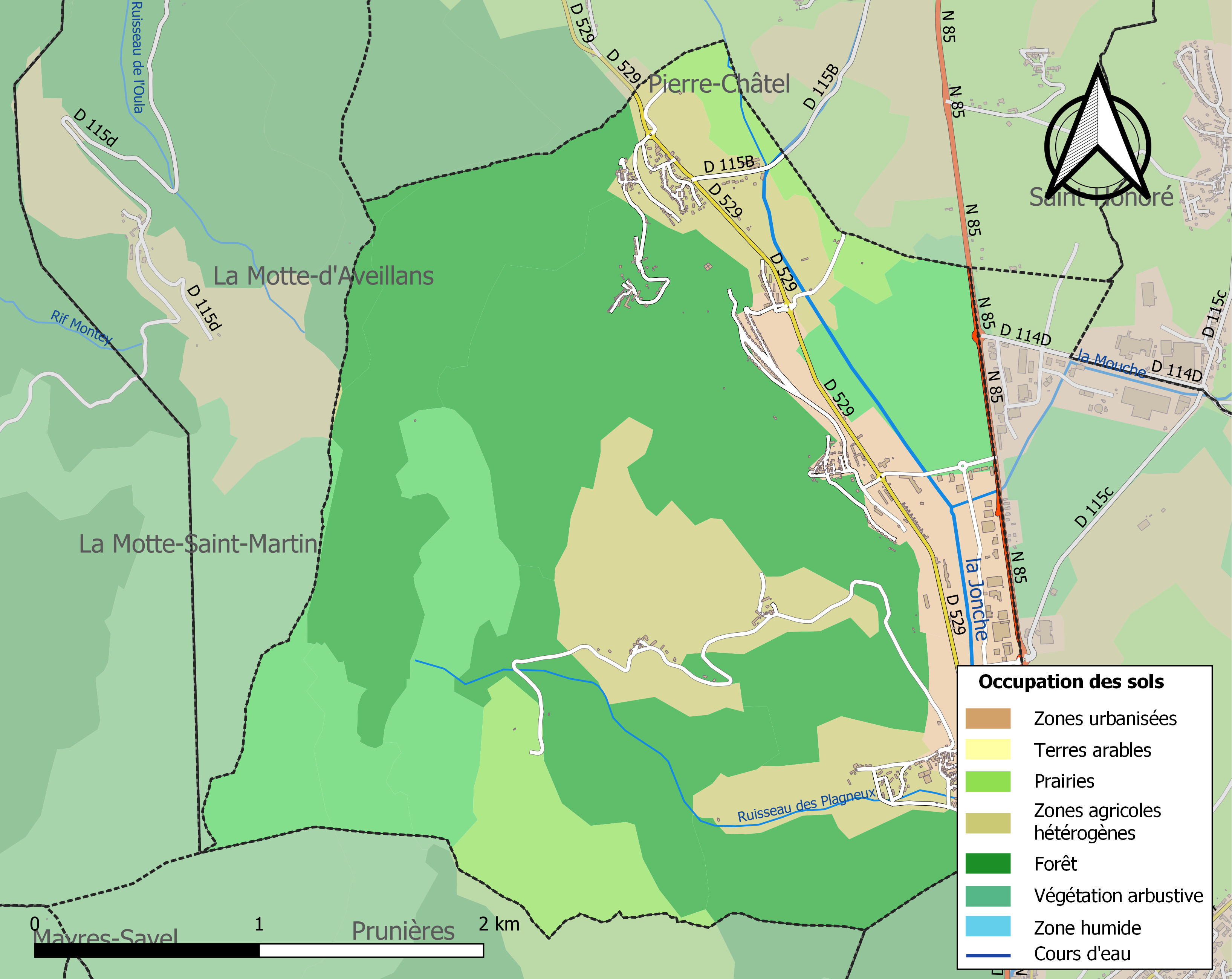
Kaart van de gemeente met de belangrijkste infrastructuur, bodemgebruik en omliggende gemeenten

## Demografie
Onderstaande figuur toont het verloop van het inwonertal (bron: INSEE-tellingen).